# Kyffhäuserland
Kyffhäuserland is een Duitse gemeente in de Kyffhäuserkreis in Thüringen. Ze ontstond op 31 december 2012 uit de fusie van de gemeenten Badra, Bendeleben, Göllingen, Günserode, Hachelbich, Rottleben, Seega en Steinthaleben. In de gemeente Kyffhäuserland wonen 4248 inwoners (stand 31 december 2011).

## Geografie

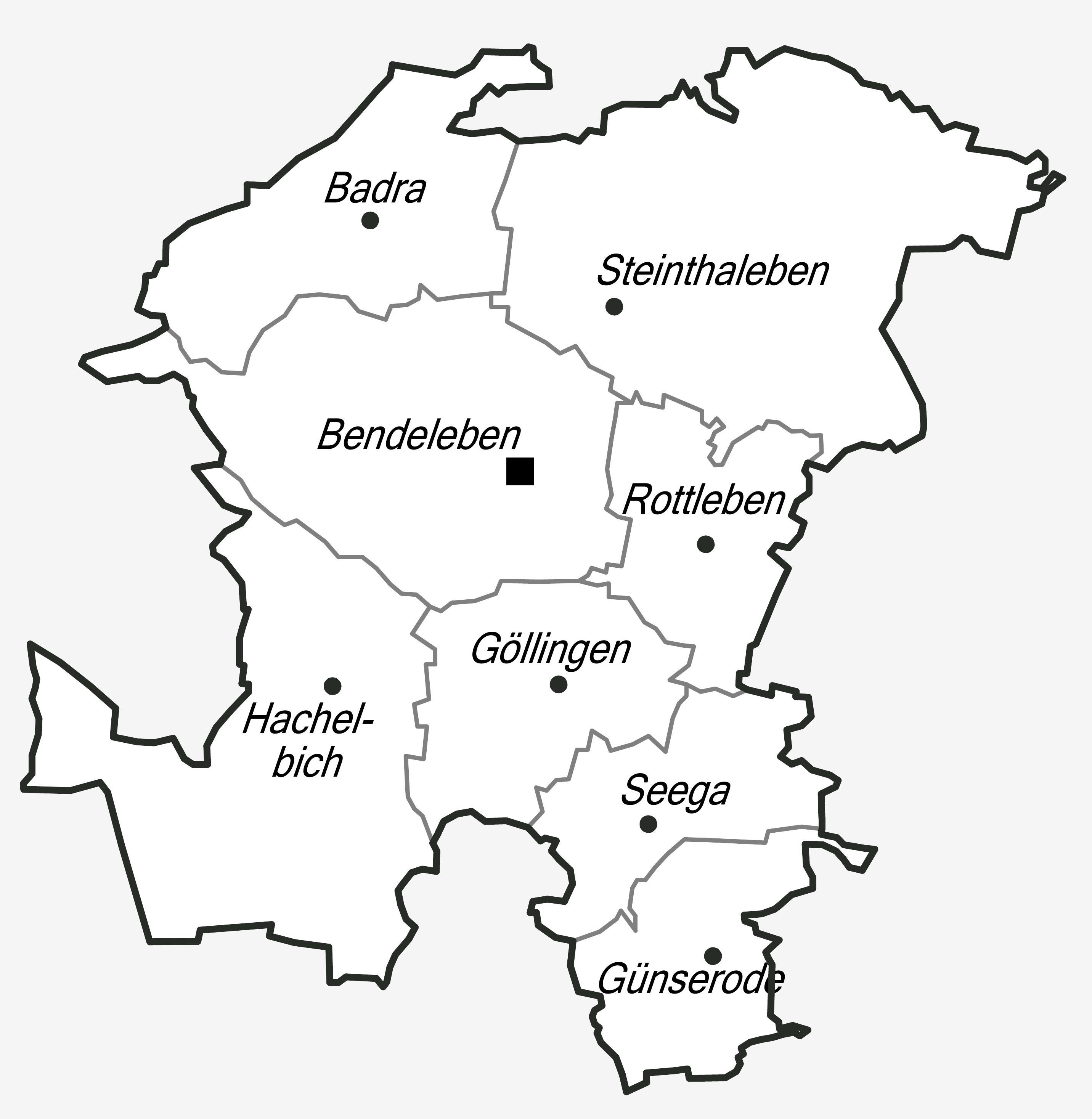
Gemeindegliederung

De gemeente ligt midden in de Kyffhäuserkreis. In het noorden is de grens van de gemeente tegelijkertijd de grens van de Kyffhäuserkreis en de deelstaatgrens van Thüringen met Saksen-Anhalt. In het oosten grenst de gemeente aan het gebied van de stad Bad Frankenhausen/Kyffhäuser en in het westen aan de kreisstad Sondershausen alsmede de stad Heringen/Helme. In het zuiden grenzen de gemeenten Bilzingsleben en Frömmstedt in de Landkreis Sömmerda, de gemeente Trebra en de stad Großenehrich alsmede de gemeente Oberbösa aan.

## Geschiedenis
De acht gemeenten waaruit Kyffhäuserland ontstaan is, vervulden sinds 8 maart 1994 hun bestuurszaken gemeenschappelijk in de Verwaltungsgemeinschaft Kyffhäuser, die met ingang van 29 november 1994 met de gemeente Oberbösa uitgebreid werd. Sinds 2007 had men de ambitie de verwaltungsgemeinschaft in een eenheidsgemeente om te zetten. Uiteindelijk besloten in de herfst van 2011 de gemeenteraden van acht deelnemende gemeenten van de verwaltungsgemeinschaft hun opheffing en fusie tot eenheidsgemeente Kyffhäuserland. De Thüringer Landdag stemde op 22 november 2012 in met deze fusie. De gemeente Oberbösa sloot zich niet bij deze stap aan en stapte op 31 december 2012 in de Verwaltungsgemeinschaft Greußen, terwijl de andere gemeenten van de Verwaltungsgemeinschaft Kyffhäuser eveneens op 31 december 2012 fuseerden tot de gemeente Kyffhäuserland.
Abtsbessingen · An der Schmücke · Artern · Bad Frankenhausen/Kyffhäuser · Bellstedt · Borxleben · Clingen · Ebeleben · Etzleben · Freienbessingen · Gehofen · Greußen · Helbedündorf · Holzsußra · Kalbsrieth · Kyffhäuserland · Mönchpfiffel-Nikolausrieth · Niederbösa · Oberbösa · Oberheldrungen · Reinsdorf · Rockstedt · Roßleben-Wiehe · Sondershausen · Thüringenhausen · Topfstedt · Trebra · Wasserthaleben · Westgreußen